# Fall River Soccer Club
Fall River S.C. foi um clube americano de futebol com sede em Fall River, Massachusetts, que era membro da American Soccer League.

## História
Disputou a American Soccer League entre 1957 e 1963.